# هال برودا
هال برودا (بالإنجليزية: Hal Broda)‏ هو لاعب كرة قدم أمريكية أمريكي، ولد في 27 يوليو 1905 في كانتون في الولايات المتحدة، وتوفي في 13 فبراير 1989 في مقاطعة بروارد في الولايات المتحدة.

## وصلات خارجية
- هال برودا على موقع مرجع كرة القدم المحترفة.كوم (الإنجليزية)